# مارسلینیو پوئالیستا
مارسلینیو پوئالیستا (پرتغالی: Marcelinho Paulista؛ زادهٔ ۱۳ سپتامبر ۱۹۷۳) بازیکن فوتبال اهل برزیل است.
از باشگاه‌هایی که در آن بازی کرده‌است می‌توان به باشگاه فوتبال فلومیننزه، باشگاه فوتبال بوتافوگو، باشگاه فوتبال پانیونیوس، باشگاه فوتبال کورینتیانس، باشگاه ورزشی ژوونتود و باشگاه فوتبال آلمریا اشاره کرد.
وی همچنین در تیم‌های ملی فوتبال زیر ۲۰ سال برزیل، برزیل، و زیر ۲۳ سال برزیل بازی کرده‌است.
وی در مسابقات کشوری و بین‌المللی در مجموع برندهٔ ۱ مدال برنز شده‌است.